# Parigi-Bruxelles 1963
La Parigi-Bruxelles 1963, quarantanovesima edizione della corsa, si svolse il 28 aprile 1963 su un percorso di 289 km, con partenza da Parigi e arrivo a Bruxelles. Fu vinta dal francese Jean Stablinski della Saint-Raphaël davanti al britannico Tom Simpson e all'olandese Peter Post.

## Ordine d'arrivo (Top 10)
| Pos. | Corridore            | Squadra                     | Tempo    |
| ---- | -------------------- | --------------------------- | -------- |
| 1    | Jean Stablinski      | Saint-Raphaël               | 6h52'21" |
| 2    | Tom Simpson          | Peugeot-BP-Englebert        | a 5"     |
| 3    | Peter Post           | Dr. Mann Labo               | a 48"    |
| 4    | Jos Wouters          | Solo-Terrot-Van Steenbergen | s.t.     |
| 5    | Jo De Roo            | Saint-Raphaël               | s.t.     |
| 6    | Louis Proost         | Solo-Terrot-Van Steenbergen | s.t.     |
| 7    | Norbert Kerckhove    | Dr. Mann Labo               | s.t.     |
| 8    | Willy Vanden Berghen | Mercier-BP-Hutchinson       | s.t.     |
| 9    | André Darrigade      | Margnat-Paloma-Dunlop       | s.t.     |
| 10   | Jef Planckaert       | Faema-Flandria              | s.t.     |